# 張豫章
張豫章，名翼，字寄亭，以字行，清朝政治人物、探花。江南青浦（今上海青浦）人。

## 生平
康熙二十七年，登一甲第三名，授翰林院編修。康熙三十年，出任會試同考官。康熙四十一年，任河南鄉試主考官，后升爲洗马。同年，以翰林院編修出任貴州學政。此後在國子監司業任上去世。